# Alain Laurent
Cet article concerne le philosophe et écrivain français. Pour le musicien, comédien et auteur dramatique français, voir Alain Laurent (théâtre). Pour la personnalité du monde des courses hippiques, voir Alain Laurent (hippisme).
Pour les articles homonymes, voir Laurent et Alain Laurent (homonymie).
Alain Laurent, né le 23 juin 1939, est un essayiste français.

## Biographie
En février 1978, il fait partie des membres fondateurs du Comité des intellectuels pour l'Europe des libertés, un comité d'intellectuels qui s'oppose au totalitarisme communiste et à la Nouvelle Droite. Il est le secrétaire général, aux côtés de Raymond Aron, Jean-François Revel, Emmanuel Le Roy Ladurie, Jean d'Ormesson ou Philippe Sollers.
Il a enseigné la philosophie dans des lycées de la région parisienne (dont le Lycée Paul Eluard de Saint-Denis). Directeur de la collection « Iconoclastes » aux éditions Les Belles Lettres, il a fondé et il anime la société de pensée Raison, Individu, et Liberté. Il a également cofondé la French Ayn Rand Society avec José Luis Goyena et publie Le nouvel 1dividualiste, sur le modèle de The New Individualist, revue objectiviste américaine.
Depuis 2004, il dirige une nouvelle collection aux Belles Lettres, « Bibliothèque classique de la liberté », où sont rééditées des œuvres connues et moins connues de Wilhelm von Humboldt, Frédéric Bastiat, ou de Ludwig von Mises et Ayn Rand. Il a dirigé avec Vincent Valentin, toujours aux Belles Lettres, une anthologie critique des penseurs libéraux.

## Œuvres
- Libérer les vacances, Seuil, 1973
- Féminin / Masculin, Seuil, 1975
- De l'individualisme, PUF, 1985
- L'Individu et ses ennemis, Hachette, 1987
- Solidaire si je le veux, Les Belles Lettres, 1991
- Histoire de l'individualisme, coll. « Que sais-je ? », PUF, 1993
- L'individualisme méthodologique, coll. « Que sais-je ? », PUF, 1994
- De l'église en général et du pape en particulier, Belfond, 1994
- Du bon usage de Descartes, Maisonneuve et Larose, 1996
- Les grands courants du libéralisme, Armand Colin, 1998
- Turgot (anthologie), Les Belles Lettres, 1998
- Théories contre l'impôt (anthologie), Les Belles Lettres, 2000
- La Philosophie libérale, Les Belles Lettres, 2002
- Le libéralisme américain, histoire d'un détournement, Les Belles Lettres, 2006
- La société ouverte et ses nouveaux ennemis, Les Belles Lettres, 2009
- Ayn Rand ou La Passion de l'égoïsme rationnel :  une biographie intellectuelle, Les Belles Lettres, 2011  (ISBN 978-2-251-39903-4)
- Les penseurs libéraux, en collaboration avec Vincent Valentin, Les Belles Lettres, 2012
- En finir avec l'angélisme pénal, Les Belles Lettres, 2013
- L'Autre individualisme : une anthologie, Les Belles Lettres, 2016  (ISBN 978-2-251-39908-9)
- Le Comité des intellectuels pour l'Europe des libertés : un combat antitotalitaire (1978-1986), Les Belles Lettres, 2018  (ISBN 978-2-251-44778-0)

## Prix
- Prix du livre libéral 2006[3].